# Чемпионат России по фигурному катанию 1993
Чемпиона́т Росси́и по фигу́рному ката́нию 1993 го́да — соревнование по фигурному катанию среди российских фигуристов, состоявшееся в ноябре 1992 года (сезон 1992—1993 гг.), организованное Федерацией фигурного катания на коньках России.
Первый чемпионат России после развала СССР. Впервые медали чемпионата страны были разыграны без известных фигуристов, все лидеры сборной бывшего СССР ушли в профессионалы. Чемпионат проходил в условиях тяжелейшего экономического кризиса, председатель тренерского совета России, член президиума Федерации фигурного катания на коньках России, С. А. Жук сообщал, что на трибунах было малолюдно, «иной раз и сам вздохнешь, до соревнований ли сейчас?», одна за другой закрываются юношеские школы по фигурному катанию.
На чемпионате 1992/93 года спортсмены соревновались в мужском и женском одиночном катании, парном фигурном катании и в спортивных танцах на льду.
Главным судьёй был директор ДС «Юность» Павел Ромаровский.
30 ноября в 22.25 в эфире челябинского телевидения были показательные выступления в записи.

### Расписание
Единственный раз в истории чемпионат страны был проведен в ноябре.
- Первый день — 26 ноября 1992 (четверг) соревновались в технической (короткой) программе пары и мужчины, а танцоры исполнили два обязательных танца[5].
- Второй день — 27 ноября пары исполнили произвольную программу, танцоры — оригинальный танец, а женщины — техническую программу.
- Третий день — 28 ноября произвольные программы исполняли мужчины и танцоры[4].
- Четвёртый день — 29 ноября — произвольную программу исполняли женщины, состоялись показательные выступления[4].

## Результаты

### Мужчины
Техническую (короткую) программу неожиданно выиграл Герман Галустян (Московская область).
| Место | Имя                                | ТП | ПП | сумма |
| ----- | ---------------------------------- | -- | -- | ----- |
| 1     | Алексей Урманов Санкт-Петербург    |    |    |       |
| 2     | Олег Татауров Санкт-Петербург      |    |    |       |
| 3     | Роман Екимов Москва                |    |    |       |
| 4     | Игорь Пашкевич                     |    |    |       |
| ?     | Герман Галустян Московская область | 1  |    |       |
| ?     |                                    |    |    |       |

### Женщины
Участвовали 22 фигуристки. Главный судья соревнований Павел Ромаровский сообщил, что судейская бригада, по мнению большинства специалистов, допускала ошибки в судействе, вследствие чего в сборную включили не Ю.Воробьеву, а О.Маркову, которая поедет на чемпионат Европы.
| Место | Имя                               | ТП | ПП | сумма |
| ----- | --------------------------------- | -- | -- | ----- |
| 1     | Мария Бутырская Москва            | 1  | 1  | 1,5   |
| 2     | Юлия Воробьёва Московская область |    |    |       |
| 3     | Татьяна Рачкова Москва            |    |    |       |
| 4     | Ольга Маркова                     |    |    |       |
| 5     |                                   |    |    |       |
| 6     |                                   |    |    |       |

### Пары
После технической (короткой) программы шесть первых мест заняли пары из Санкт-Петербурга. Евгения Шишкова и Вадим Наумов в технической (короткой) программе были вторыми, но затем снялись с соревнований. Наталья Крестьянинова и Алексей Торчинский ради участия в чемпионате России отказались ехать на чемпионат мира среди юниоров в Сеул, где они могли стать победителями после трех подряд побед (1990-92) на предыдущих подобных турнирах.
| Место | Имя                                                        | ТП | ПП | сумма |
| ----- | ---------------------------------------------------------- | -- | -- | ----- |
| 1     | Марина Ельцова / Андрей Бушков Санкт-Петербург             | 1  | 1  | 1,5   |
| 2     | Елена Тобяш / Сергей Смирнов Санкт-Петербург               |    |    |       |
| 3     | Наталья Крестьянинова / Алексей Торчинский Санкт-Петербург | 3  |    |       |
| 4     | Оксана Казакова / Дмитрий Суханов Санкт-Петербург          |    |    |       |
| 5     |                                                            |    |    |       |
| 6     |                                                            |    |    |       |

### Танцы
В произвольном танце все девять судей поставили на первое место пару Крылова — Федоров. О.Грищук и Е.Платов пропустили чемпионат, так как в силу «объективных обстоятельств» поздно начали подготовку к сезону, а М.Усова — А.Жулин предпочли тренировки в Лейк-Плесиде.
| Место | Имя                                          | ОТ | ОрТ | ПТ | сумма |
| ----- | -------------------------------------------- | -- | --- | -- | ----- |
| 1     | Анжелика Крылова / Владимир Федоров Москва   | 1  | 1   | 1  | 2,0   |
| 2     | Елена Кустарова / Олег Овсянников Москва     |    |     |    |       |
| 3     | Ольга Ганичева / Максим Качанов Екатеринбург |    |     |    |       |
| 4     |                                              |    |     |    |       |
| 5     |                                              |    |     |    |       |
| 6     |                                              |    |     |    |       |